# براونس (إلينوي)
براونس (بالإنجليزية: Browns)‏ هي منطقة سكنية تقع في الولايات المتحدة في إلينوي.